# مارك كيني
مارك كيني (بالإنجليزية: Mark Kenny)‏ (17 سبتمبر 1973 بدبلن في جمهورية أيرلندا - ) هو لاعب كرة قدم أيرلندي في مركز الوسط. شارك مع منتخب جمهورية أيرلندا تحت 17 سنة لكرة القدم. أما مع النوادي، فقد لعب مع غلينافون ونادي شامروك روفرز ونادي ليفربول وDublin City F.C. ‏ وKildare County F.C. ‏ وMonaghan United F.C. ‏ ونادي بانغور.